# Telmatobius atacamensis
Espèce
Statut de conservation UICN

 CR A2ace; B1ab(ii,iii,iv,v)+2ab(ii,iii,iv,v) : 
En danger critique
Telmatobius atacamensis est une espèce d'amphibiens de la famille des Telmatobiidae.

## Répartition
Cette espèce est endémique de l'extrême Nord-Est du département de Los Andes dans la province de Salta en Argentine. Elle se rencontre à environ 3 800 m d'altitude.
Elle a été découverte à San Antonio de los Cobres mais elle a maintenant disparu de ce site. Désormais, elle n'est présente avec certitude que d'une seule tourbière de Pueblo Nuevo.

## Étymologie
Son nom d'espèce, composé de atacam[a] et du suffixe latin -ensis, « qui vit dans, qui habite », lui a été donné en référence au lieu de sa découverte, la région d'Atacama.

## Publication originale
- Gallardo, 1962 : Los géneros Telmatobius y Batrachophrynus (Amphibia, Leptodactylidae) en la Argentina (Anura: Leptodactylidae). Neotropica, vol. 8, no 26, p. 45-58.